# Onychocamptus taifensis
Onychocamptus taifensis is een eenoogkreeftjessoort uit de familie van de Laophontidae. De wetenschappelijke naam van de soort is voor het eerst geldig gepubliceerd in 1993 door Kikuchi Y., Dai & ItôTat.